# Hrabičov
Hrabičov este o comună slovacă, aflată în districtul Žarnovica din regiunea Banská Bystrica. Localitatea se află la altitudinea de 358 m deasupra n.m., se întinde pe o suprafață de 13,2 km2 și în 2017 număra 574 de locuitori.

## Istoric
Localitatea Hrabičov este atestată documentar din 1228.

## Demografie
| An:                | 1994 | 2004   | 2014   | 2024   |
| ------------------ | ---- | ------ | ------ | ------ |
| Număr de persoane: | 617  | 619    | 589    | 548    |
| Diferență:         |      | +0,32% | −4,84% | −6,96% |

| An:                | 2023 | 2024   |
| ------------------ | ---- | ------ |
| Număr de persoane: | 553  | 548    |
| Diferență:         |      | −0,90% |